# 3636 Pajdušáková
3636 Pajdušáková è un asteroide della fascia principale. Scoperto nel 1982 da Antonín Mrkos, presenta un'orbita caratterizzata da un semiasse maggiore pari a 2,2772430 UA e da un'eccentricità di 0,1755681, inclinata di 4,10375° rispetto all'eclittica.
L'asteroide è stato così nominato in onore dell'astronoma slovacca Ľudmila Pajdušáková.